# Wilma Rudolphová
Wilma Glodean Rudolphová (23. června 1940 Saint Bethlehem, Tennessee – 12. listopadu 1994, Brentwood, Tennessee) byla americká atletka, sprinterka, trojnásobná olympijská vítězka z roku 1960.
Svými výkony přispěla k tomu, že se ženské atletice v USA začala věnovat větší pozornost. Považuje se za průkopnici boje za občanská a ženská práva. Rudolphová se stala hvězdou historicky prvních mezinárodních televizních sportovních přenosů z olympiády v Římě 1960. Byla známá pod mnohými přezdívkami: „Tornádo“ (protože byla nejrychlejší ženou na planetě), „Černá gazela“ (italskými novináři) a „Černá perla“ (francouzskými novináři).

## Mládí
Narodila se předčasně, vážila pouze 2,04 kg. Vyrůstala v rodině s 22 dětmi, měla 21 sourozenců. V útlém mládí dostala dětskou obrnu, ale dostala se z ní. Musela však nosit výztuhu levé nohy a chodidla. Její rodina pravidelně jezdila z Clarksville v Tennessee, kde bydleli, do Nashvillu, kde se Wilmě snažili narovnat její nohu. V roce 1952, když jí bylo 12 let, dosáhla svého snu překonat handicap a být jako jiné děti. Její starší sestra byla výborná basketbalistka, a Wilma se rozhodla, že bude jako ona a stala se členkou basketbalového školního týmu na střední škole. Tehdy ji ale objevil atletický trenér ze státní univerzity v Tennessee Edward S. Temple, což pro Rudolphovou znamenala zlom v kariéře. V šestnácti letech, v roce 1956 byla vybrána do amerického atletického týmu pro olympiádu v Melbourne 1956 a získala bronz ve štafetě 4 × 100 m s americkým týmem.

## Olympiáda v Římě
Na olympijských hrách v Římě 1960 zvítězila v bězích na 100, 200 i 4 × 100 metrů. Ve finále na 100 metrů zvítězila časem 11,0, což ale nemohlo být považováno za světový rekord, jelikož ke zlatu pomohl nepovolený vítr. Ani na dvoustovce neměla v Římě konkurenci (čas 23,2 znamenal nový olympijský rekord). Po tomto jedinečném double se jí začalo říkat "nejrychlejší žena všech dob“. Ale to ještě nebylo vše: Rudolphová společně se svými kamarádkami z Tennessee State University, nyní ale v barvách USA, Marthou Hudsonovou, Lucindou Williamsovou a Barbarou Jonesovou ovládla i sprinterskou štafetu na 4 × 100 m (vítězství v čase 44,50, což byl nový světový rekord). Její sportovní kariéra skončila ve 22 letech, poté, co vyhrála dva závody v rámci mezistátního utkání USA–SSSR.

## Ocenění
V letech 1960 a 1961 byla v anketě agentury Associated Press vyhlášena ženou roku. Byla zvolena do černošské Síně slávy v oblasti sportu a zábavy v roce 1973, a o rok později do americké atletické Síně slávy. Roku 1983 se stala členkou americké olympijské Síně slávy, o deset let později do její sbírky cen přibyla trofej pro laureátku národní sportovní ceny. V roce 1994 byla vybrána do národní ženské Síně slávy.

## Osobní život
V roce 1963 začala studovat státní univerzitu v Tennessee, kde ukončila bakalářské vzdělání v oboru učitelství pro první roky školní docházky. Po skončení atletické kariéry byla učitelkou v základní škole, trénovala atlety na střední škole,a stala se sportovní televizní komentátorkou televizi. V roce 1963 se provdala za svoji školní lásku Roberta Eldridge, se kterým měla 4 děti – Yolandu (1958), Djuannu (1964), Roberta (1965) a Xurryho (1971). Později se však rozvedli.
V červenci 1994, krátce po smrti její matky, byla Wilmě Rudolphové diagnostikována rakovina mozku a hrtanu. 12. listopadu 1994 zemřela.